# Club Sport Patria Femenino
El Club Sport Patria femenino es la rama femenina del Club Sport Patria, equipo de fútbol ecuatoriano radicado en la ciudad de Samborondón. Milita actualmente en la Súperliga Femenina de Ecuador, en donde participó por primera vez en 2023.

## Historia
La rama femenina fue creada en 2019 jugando en el Campeonato de Ascenso a la Serie B de futbol femenino. Quitando a los clubes del Astillero, fue el primer club profesional guayasense en incursionar desde la categorías bajas para subir a Primera División. Actualmente disputa la Súperliga Femenina de Ecuador, máxima categoría del fútbol femenino profesional en Ecuador, organizada por la Federación Ecuatoriana de Fútbol. Ha sido un constante participante a tal punto de ser la tercera fuerza de la ciudad y de la región.[cita requerida]
Sus rivales tradicionales son Barcelona, además de Octubrinas -la sección de Nueve de Octubre- con quienes disputa la rivalidad durante los torneos de ascenso del Guayas. 

## Estadio
El Club Sport Patria Femenino es local en el Samborondón Arena, un estadio multiusos, también sede de su rama masculina. Está ubicado en la ciudad de Samborondón, provincia de Guayas. Fue inaugurado en el año 2006. Es usado para la práctica del fútbol, Tiene capacidad para 2200 espectadores.

## Palmarés
| Competición                                       | Campeón | Subcampeón  |
| ------------------------------------------------- | ------- | ----------- |
| Súperliga Femenina de Ecuador                     |         |             |
| Ascenso de Fútbol Femenino Profesional de Ecuador | 2022    |             |
| Torneo Femenino de la AsoGuayas                   |         | 2021, 2022. |